# Мацюк-Шевчук, Стефан Филимонович
Стефа́н (Степа́н) Филимо́нович (Фили́ппович) Мацю́к (Мацюк-Шевчук) (29 октября (10 ноября) 1889 — не ранее 1921) — капитан 3-го Сибирского стрелкового полка Русской императорской армии, герой Первой мировой войны.

## Биография
Из крестьян. Уроженец Волынской губернии. Общее образование — домашнее (не имел Свидетельства о среднем образовании).
В военную службу вступил в сентябре 1909 года. В 1913 году окончил Чугуевское военное училище по 1-му разряду, откуда был выпущен подпоручиком в 3-й Сибирский стрелковый полк, в рядах которого и вступил в Первую мировую войну младшим офицером команды конных разведчиков. Пожалован Георгиевским оружием:
…за то, что в боях 27—28 сентября 1914 года под Пясечно, состоя в команде конных разведчиков, вел разведку с отменной храбростью, доставил командиру полка правильные и очень важные сведения о противнике и тем содействовал успеху своей части.
Удостоен ордена Св. Георгия 4-й степени:
…за то, что в бою 11 октября 1914 года, будучи выдвинут со своей ротой головной заставой, несмотря на губительный огонь немцев, презрев явную опасность, во главе роты первым бросился через р. Равку; выбив немцев штыками, закрепил позицию, отбросил противника и тем самым дал возможность остальным ротам без потерь перейти на другой берег; далее на плечах отступавших немцев бросился на занятый немцами редут, игравший громадную роль для немцев, как сильный опорный пункт и, переколов свыше 80-ти немцев, занял этот редут.
Произведен в поручики 13 августа 1915 года «за отличия в делах против неприятеля», в штабс-капитаны — 3 марта 1916 года, в капитаны — 14 февраля 1917 года.
В июне 1918 года окончил подготовительные курсы 3-й очереди Академии Генерального штаба; подполковник.
С 1 августа 1918 года служил в РККА. С 21 января по 3 мая 1920 года был начальником штаба 10-й кавалерийской дивизии РККА, одновременно с 25 апреля по 8 мая 1920 года временно исполнял должность командира той же дивизии, принимавшей участие в Советско-польской войне.
В 1920 году перешёл к белым, — в феврале–марте 1921 года числился в штабе 2-й стрелковой дивизии 3-й русской армии, интернированной в Польше. Затем — в эмиграции.

## Награды
- Медаль «В память 300-летия царствования Дома Романовых» (1913)
- Георгиевское оружие (ВП 11.03.1915)
- Орден Святого Георгия 4-й ст. (ВП 06.08.1915)
- Орден Святого Владимира 4-й ст. с мечами и бантом (ВП 12.08.1915)
- Орден Святого Станислава 3-й ст. с мечами и бантом (ВП 30.09.1915)
- Орден Святой Анны 3-й ст. с мечами и бантом (ВП 19.05.1916)
- Орден Святой Анны 2-й ст. с мечами (ВП 05.12.1916)
- Орден Святого Станислава 2-й ст. с мечами (ВП 05.12.1916)
- Высочайшее благоволение «за отличия в делах против неприятеля» (ВП 28.01.1917)
- Георгиевский крест 4-й степени с лавровой веткой (№ 1064923)